# Chants de fête d'Isis et de Nephtys

Les Chants de fête d'Isis et Nephtys sont une œuvre de la littérature de l'Égypte antique dont l'auteur est inconnu. Probablement pas plus anciens que de la XXVIe dynastie, les chants font partie du papyrus hiératique funéraire de Nesi Ámsou. Le titre en est Les versets de la fête des deux déesses et le papyrus nous apprend qu'ils devaient être chantés par deux vierges dans le temple d'Osiris à l'occasion de la fête annuelle qui se tenait pendant cinq jours au quatrième mois de la saison des semailles. Les versets concernent la mise à mort d'Osiris par Seth et la reconstruction ultérieure du corps d'Osiris par les déesses Isis et Nephtys. Le texte prouve qu'il existait d'autres copies et qu'il était suffisamment ancien pour que des variantes de lecture puissent s'y glisser. Avec les Litanies de Seker qui suivent, composées de quatre colonnes, il occupe vingt et une des trente-trois colonnes de l'ensemble du papyrus. La deuxième composition, qui était manifestement destinée à être chantée après les versets de la fête, se compose de trois parties :
- I. Une litanie au dieu Soleil ;
- II. Une récitation d'Isis ;
- III. Une litanie aux Hathors. Pendant les seize répétitions qui étaient requises, elle devait être accompagnée de tambourins.

Un papyrus hiératique de Berlin contient une œuvre très semblable aux Chants de la Fête. Il a été traduit par M. de Horrack et s'intitule Les Lamentations d'Isis et Nephthys.